# La conac

La conac este o operă literară scrisă de Ion Luca Caragiale.
Aparține literaturii științifico-fantastice.